# 伊桑
伊桑（法語：Issans，法語發音：[isɑ̃]）是法国杜省的一个市镇，位于该省东北部，属于蒙贝利亚尔区。

## 地理
伊桑（47°31'39"N, 6°43'40"E）面积2.72 平方千米，位于法国勃艮第-弗朗什-孔泰大區杜省，该省份为法国东部内陆省份，北起上索恩省，西接汝拉省，东部及东南部与瑞士接壤，东北部与贝尔福地区省接壤。
与伊桑接壤的市镇（或旧市镇、城区）包括：赖南、蒙贝利亚尔、圣于连-莱蒙贝利亚尔、阿隆当、丹村。

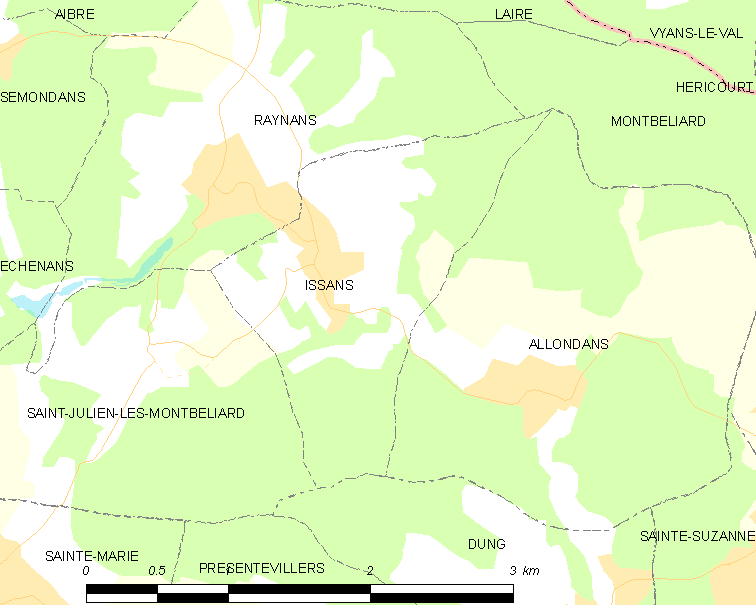
伊桑的OSM定位图

伊桑的时区为UTC+01:00、UTC+02:00（夏令时）。

## 行政
伊桑的邮政编码为25550，INSEE市镇编码为25316。

## 政治
伊桑所属的省级选区为巴旺县。

## 人口

1962-2008年间伊桑人口变化图示

伊桑于2022年1月1日时的人口数量为241人。